# Music Man Caprice
Il Music Man Caprice è un basso elettrico prodotto dalla Music Man, introdotto sul mercato a partire dal 2016. È caratterizzato da una costruzione compatta e leggera, un solido ponte in acciaio temprato, con battipenna asimmetrico dal design vintage, molto simile a quello del Fender Precision Bass, e chiavette d'accordatura nella classica disposizione 3+1, tratto distintivo dei bassi Music Man.

## Caratteristiche
Lanciato nel 2016 insieme al nuovo Cutlass esclusivamente in versione 4 corde, anche il Caprice si distingue dai precedenti bassi Music Man per l'assenza della preamplificazione di bordo. Il particolare hardware è caratterizzato da due pick-up humbucker con un solo magnete in alnico per corda, uno in linea al ponte e uno offset al centro. L'elettronica è passiva, senza preamplificazione, con tre potenziometri, uno per il tono e due per il volume di ciascun pick-up. Il corpo è realizzato in ontano, il manico in acero, mentre la tastiera a 21 tasti può essere in acero o palissandro. Il manico, più stretto, è montato al corpo con sistema bolt-on a cinque viti, con una paletta oversize di nuova concezione con la tipica disposizione delle chiavette 3+1.